# 朝倉真弓
朝倉 真弓（あさくら まゆみ、1971年8月13日 - ）は、日本のライター、講演家、ウォーキング講師。。2018年新語流行語大賞にノミネートされた「グレイヘア」ブームの立役者のひとりで、「グレイヘアリスト™」としても活動している。

## 来歴・人物
1971年、東京都葛飾区で生まれる。父の転勤の都合で転校を重ね、小学校は3校（茨城県水戸市・土浦市）、中学校は2校（茨城県水戸市・兵庫県宝塚市）渡り歩く。小学校、中学校時代は、当時から悩みのタネだった白髪をきっかけにいじめを受けた経験もある。
兵庫県立西宮高校を経て、青山学院大学文学部日本文学科に進学。大学ではアナウンス研究会に所属。アナウンスやMCのほか、ラジオ番組の構成、ラジオドラマの脚本づくりに興味を持ち、言葉を使って表現するスキルを磨こうと出版業界を志願。しかし、就職活動の時期が就職氷河期にあたり、出版社の求人数そのものが激減。唯一内定をもらったのは、大手アパレル会社の営業職だった。1994年4月よりアパレル会社に入社するも、連日の飲みの強要が嫌すぎて、数か月で退社。熱意をしたためた手紙を書きまくり、小さな出版社に採用される。
のち、編集プロダクションを経て、1999年9月にフリーランスライターとして独立。主に転職情報誌やビジネス誌、ビジネス系のwebサイトにて取材や記事執筆を手掛ける。実用書やビジネス書の分野では企画やブックライティングを数多く務め、ストーリー仕立てのビジネス書（ビジネスストーリー）を得意とする。
一方、40代にして白髪染めから決別した「グレイヘアリスト™」として、NHK「あさイチ」「助けて！きわめびと」をはじめとしたテレビ番組や新聞、雑誌など、メディア出演多数。これまでの取材、執筆活動も踏まえ、「人生後半戦、もうひと花咲かせる」をテーマにした講演活動、記事の寄稿などを積極的に行っている。
2018年12月、第9回全国・講師オーディション優秀賞受賞。
2019年、芸能タレント文化人事務所テイナーズに所属するも、2021年よりフリーランスに転身。ウォーキング講師として活動を開始した。

## 著書
- 『女子の幸福論』（ダイヤモンド社、2011年7月）
- 『たまらない女　ためられる女』（サンマーク出版（文庫）、2013年7月）
- 『好き⇔お金　ネットで「やりたいこと」を「お金」に変える方法』（KADOKAWA、2014年6月）
- 『ストーリーでわかる！　今までで一番やさしい相続の本』（ダイヤモンド社、監修／税理士法人チェスター、2014年8月）
- 『逃げたい娘　諦めない母』（幻冬舎、解説／信田さよ子、2016年5月・2017年韓国語版出版）
- 『闘う敬語――仕事の武器になる「敬語入門」』（プレジデント社、原案監修／大嶋利佳、2017年2月）
- 『手取り20万円　子育て家族の貯金の教科書』（きこ書房、共著／横山光昭、2018年4月）
- 『「グレイヘア」美マダムへの道～染めるのやめたら自由になった！』（小学館、2018年7月）

## 主な出演

### CM
- ユニリーバDove「あなたらしい髪こそ、美しい。ダヴ ヘアケア」（2018年10月～）

### テレビ
- あさイチ「40代からのグレーヘア特集」（NHK総合、2017年10月26日）
- 5時に夢中！（TOKYO MX、2018年8月6日）
- 首都圏ネットワーク（NHK、2018年10月12日）
- ニュースシブ5時（NHK総合、2018年10月23日）
- おはよう日本（NHK総合、2018年10月24日）
- 助けて!きわめびと「グレイヘアで輝こう！」（NHK、2018年11月9日）
- ちちんぷいぷい「私たちスルーできない／グレイヘアという生き方」（MBS毎日放送、2019年1月18日）
- あしたも晴れ！人生レシピ「グレイヘアで輝く！」（NHK Eテレ、2019年2月15日）

### 新聞
- 日本農業新聞「白髪隠さず美しく」（2018年2月20日）
- 産経新聞「近ごろ都に流行るもの」“脱白髪染め”は現代の女性解放!?（2018年5月14日）
- ハンギョレ新聞（韓国）取材記事掲載（2019年1月4日）
- しんぶん赤旗「美しく、さわやかにグレイヘア」（2019年5月6日）
- 読売新聞「くらし家庭」グレイヘア移行期楽しむ（2019年7月20日）
- フジサンケイビジネスアイ「タレント文化人の時代」コラム掲載（2020年11月17日）
- しんぶん赤旗日曜版「グレイヘアが私の“個性”」（2020年11月29日）

### 雑誌
- GINGER「貯まる女Ⅲ　後で差がつく！ 30代TO DOリスト！」（幻冬舎、2011年12月号）
- ku:nel（クウネル）「シルバーヘアが、素敵な時代です。」（マガジンハウス、2018年1月号）
- 「クロワッサン特別編集ヘアカタログ」ヘアモデルとして参加（マガジンハウス、2018年2月20日発売号）
- 女性自身「グレイヘアになろう！」（光文社、2018年11月13日号）
- ESSE（エッセ）「グレーヘアとともに楽しく、美しく」（扶桑社、2018年12月2019年1月合併号）
- サンデー毎日「染めない選択 白髪は美しい」（毎日新聞出版、2018年12月9日号）
- 日経ヘルス「“染めない”選択 注目のグレイヘア！」（日経BP、2018年2月号）
- レタスクラブ「いちばん新しい白髪事情」（KADOKAWA、2019年2月号）
- 「日経ヘルス」の記事が中国の提携誌「健康与美容」に翻訳掲載（2019年3月)
- ホットペーパービューティ「素敵な『グレイヘア』Q&A」（リクルート、2019年6月28日）
- 「大人のきれい髪スタイル」ヘアモデルとして参加（宝島社、2019年8月22日発売号）
- 日経ヘルス10月号別冊「美髪大全」（日経 BP、2020年9月2日発売号）
- ku:nel（クウネル）「かっこいい大人は新しい髪形で気分もリフレッシュ！」（マガジンハウス、2021年11月号）

### ウェブ媒体
- 18歳からの白髪染めをやめたら自由になれた。グレイヘアを育てた女性が乗り越えた葛藤（ハフィントンポスト、2018年5月13日）
- 憧れの「グレイヘア」“脱白髪染め”は現代の女性解放!?（産経ニュース、2018年5月19日）
- Wの悲喜劇「髪はオンナの命じゃない！」（AbemaTV、2018年6月9日）
- @cosme（アットコスメ）インタビュー記事（A-Beauty、2019年5月1日）
- @cosme（アットコスメ）インタビュー記事（A-Beauty、2019年5月2日）
- 染めないという新しい選択肢。白髪を育て、計画的にグレイヘアデビュー！（maico、2019年5月17日）
- 初めて白髪を見つけたのは11歳のとき。白髪に悩み続けた日々を越えて思う“コンプレックスの再生産”の愚かさ（ハフィントンポスト、2019年7月24日）
- グレイヘアリスト朝倉真弓氏、人生100年時代に「コンプレックスや劣等感解消し、人生明るく」（スポーツ報知、2019年9月25日）
- AGE100PRESS（人生100年時代協議会） -  グレイヘア、働き方改革などの記事を定期配信。
- [https://p-dress.jp/articles/10524 「45 歳で白髪染めをやめた。自分の心が喜ぶ生き方を見つけた」（ウェブマガジン DRESS、2020年1月14 日）
- [https://p-dress.jp/keyword/key_4605　「人生の『定規』を書き換えよう」全 8 回連載コラム（ウェブマガジンDRESS、2020年3月～4月）
- [https://dot.asahi.com/articles/-/34899?page=1 「ステイホームで“白髪育て” 自粛生活で念願のグレイヘアをかなえるコツ」（AERAdot. 2020年5月20日）

### ラジオ番組
- おしゃれナイト（FMチャッピー、2011年8月23日、30日）
- muse Amuse～Neo（FMサルース、2013年8月3日）
- Afternoon SALUS（FMサルース、2014年7月1日）
- ときめきパーク（エフエム戸塚、2014年7月2日、5日）
- ファンケル ヨコハマなでしこ（FM横浜、2014年7月28日）
- ときめきパーク（エフエム戸塚、2014年9月24日、27日）
- Afternoon SALUS（FMサルース、2014年10月2日）
- totsuka heartful kitchen（エフエム戸塚、2016年6月1日）
- Afternoon SALUS（FMサルース、2016年6月7日）
- Day by Day（JFM系列38局、2017年4月6日）
- ASPJ の自分を好きになるラジオ（FM 桐生、2021年3月4日）
- そこのけ！そこのけ！こばちゃんがとおる（ふくろう FM、2021年4月9日）
- SWEET!!（ラジオ日本、2021年5月11日）